# Liste der Monuments historiques in Caignac
Die Liste der Monuments historiques in Caignac führt die Monuments historiques in der französischen Gemeinde Caignac auf.

## Liste der Bauwerke
| Bezeichnung | Beschreibung | Standort | Kennzeichnung | Schutzstatus | Datum | Bild |
| ----------- | ------------ | -------- | ------------- | ------------ | ----- | ---- |
| Taubenturm  |              | (Lage)   | PA00094300    | Inscrit      | 1932  |      |

## Liste der Objekte
| Bezeichnung      | Beschreibung                   | Standort                        | Kennzeichnung | Schutzstatus | Datum | Bild |
| ---------------- | ------------------------------ | ------------------------------- | ------------- | ------------ | ----- | ---- |
| Reliquienschrank | Holz und Gips, 19. Jahrhundert | in der Kirche St-Étienne (Lage) | PM31002162    | Inscrit      | 2000  |      |